# Власть в ночном городе
«Власть в ночном городе» (англ. Power) — американский драматический телесериал канала Starz, созданный Кортни Кемп Эгбо и спродюсированный рэпером Кёртисом «50 Cent» Джексоном. Премьера сериала состоялась 7 июня 2014 года.
10 июня 2015 года сериал был продлен на третий сезон, который стартовал 17 июля 2016 года. Канал Starz продлил сериал сразу на четвёртый и пятый сезон. 25 июня 2017 года состоялась премьера 4 сезона.
13 марта 2018 года сериал был продлён на 6 сезон. Премьера 5 сезона состоялась 1 июля 2018 года. 25 августа 2019 года состоялась премьера 6 сезона, который стал финальным.

## Сюжет
Телесериал рассказывает о жизни Джеймса Сейнт-Патрика по прозвищу «Призрак», владельца популярного ночного клуба в Нью-Йорке, а также главной фигуры крупнейшей в городе незаконной сети распространения наркотиков. Он намеревается сбалансировать две части своей жизни, тем временем пытаясь избежать поимки ФБР. Он собирается разрешить кризис в личной жизни и браке, решает уйти из наркобизнеса для того, чтобы поддержать свой легальный бизнес — клуб. В сериале также фигурирует семья Джеймса — жена Таша и сын Тарик, партнёр Томми Иган и конкурент Кэнан Старк (50 Cent). Сериал получил признание критиков, были отмечены темп, атмосфера, актёрская игра.

## Актёры и персонажи

### Основной состав
- Омари Хардвик в роли Джеймса «Призрака» Сент-Патрика[8]
- Нэтари Наутон в роли Таши Сент-Патрик/Грин[9]
- Джозеф Сикора в роли Томми Игана[9]
- Лела Лорен в роли Анджелы Валдес[9]
- Люси Уолтерс в роли Холли
- Адам Хасс в роли Джоша Кантоса
- Энди Бин в роли Грега Нокса
- Кэтрин Нардуччи в роли Фрэнки
- Луис Антонио Рамос в роли Карлоса Руиса
- Грег Серано в роли Хуана Хулио Медины
- Синква Уоллс в роли Шона
- Уильям Сэдлер в роли гангстера Тони Терезе
- и 50 Cent в роли Кэнана Старка/Слима, бывшего наставника Призрака

### Второстепенный состав
- Ла Ла Энтони в роли ЛаКиши Грант
- Дебби Морган в роли Эстель
- Дайан Нил в роли Синтии Шеридан
- Виктор Гарбер в роли Саймона Стерна
- Лоренц Тейт в роли Рашада Тейта
- Брэндон Виктор Диксон в роли Терри Силвера
- Синтия Аддай-Робинсон в роли Рамоны Гэррити
- Майк Допуд в роли Джейсона Мичича

## Производство
14 июня 2013 года канал Starz заказал 8 эпизодов телесериала. Съёмки были назначены на конец 2013 года.
21 августа 2013 года Омари Хардвик был утверждён на главную роль в телесериале. 22 октября 2013 года основная часть актёрского состава присоединилась к телесериалу, включая Лелу Лорен, Нэтари Наутон и Джозефа Сикора.
11 июня 2014 года канал Starz продлил сериал на 10-серийный второй сезон, который был показан с 6 июня 2015 года по 15 августа 2015 года.

## Критика
Первый сезон получил смешанные отзывы от критиков. Второй сезон и последующие получили более благоприятные оценки — второй и пятый сезон получили 100 % одобрение на агрегаторе рецензий Rotten Tomatoes, средний балл второго сезона на нем составил 7.83/10, пятого — 8.8/10.